# Christine Poon
Christine Poon (* 1952 in Brentwood, Missouri) ist eine US-amerikanische Geschäftsfrau und Hochschullehrerin.

## Biografie
Die US-Amerikanerin schloss die Northwestern University, die Saint Louis University und die Boston University ab. Sie war Vorsitzende Chairman of Johnson & Johnson’s Board of Directors und der J&J's Pharmaceuticals Group. Poon wirkte von 2009 bis 2014 als Dekanin des Fisher College of Business an der Ohio State University.
In der Forbes-Liste „The World’s 100 Most Powerful Women“ schien sie 2004, 2005, 2007 und 2008 auf.
| Personendaten    | Personendaten                                        |
| ---------------- | ---------------------------------------------------- |
| NAME             | Poon, Christine                                      |
| KURZBESCHREIBUNG | US-amerikanische Geschäftsfrau und Hochschullehrerin |
| GEBURTSDATUM     | 1952                                                 |
| GEBURTSORT       | Brentwood, Missouri                                  |